# Lista över Färöarnas regenter
Färöarna var från början självständigt men blev en del av Norge år 1035. I och med unionen Danmark-Norges upplösning år 1814 blev öarna formellt en del av Danmark. Här nedan följer en (under uppdatering) lista över Färöarnas monarker.

## Vikingatiden
| Regent               | Tillträde | Avgång | Titel                           |
| -------------------- | --------- | ------ | ------------------------------- |
| Brestir Sigmundsson  | okänt     | 970    | Hövding                         |
| Beinir Sigmundsson   | okänt     | 970    | Hövding                         |
| Havgrimur            | okänt     | 970    | Hövding                         |
| Tróndur í Gøtu       | 970       | 988    | de facto Härskare över Färöarna |
| Øssur Havgrímsson    | 980       | 983    | Hövding av Färöarna             |
| Sigmundur Brestisson | 983       | 1005   | Härskare över Färöarna          |
| Tóri Beinisson       | 983       | 1005   | Hövding                         |
| Tróndur í Gøtu       | 1005      | 1035   | Härskare över Färöarna          |
| Leivur Øssursson     | 1035      | 1035   | Hövding                         |

## Norsk lydstat 1035-1387
| Regent                      | Tillträde | Avgång | Titel                                    |
| --------------------------- | --------- | ------ | ---------------------------------------- |
| Magnus den gode             | 1035      | 1047   | Konung av Norge                          |
| Harald Hårdråde             | 1047      | 1066   | Konung av Norge                          |
| Magnus Haraldsson           | 1066      | 1069   | Konung av Norge                          |
| Olav Kyrre                  | 1067      | 1093   | Konung av Norge                          |
| Håkan Magnusson Toresfostre | 1093      | 1095   | Konung av Norge                          |
| Magnus Barfot               | 1093      | 1103   | Konung av Norge                          |
| Olav Magnusson              | 1103      | 1115   | Konung av Norge                          |
| Öystein Magnusson           | 1103      | 1123   | Konung av Norge                          |
| Sigurd Jorsalafarare        | 1103      | 1130   | Konung av Norge                          |
| Magnus den blinde           | 1130      | 1135   | Konung av Norge                          |
| Harald Gille                | 1130      | 1136   | Konung av Norge                          |
| Inge Krokrygg               | 1136      | 1161   | Konung av Norge                          |
| Sigurd Munn                 | 1136      | 1155   | Konung av Norge                          |
| Öystein Haraldsson          | 1142      | 1157   | Konung av Norge                          |
| Håkon Herdebrei             | 1157      | 1162   | Konung av Norge                          |
| Erling Skakke               | 1162      | 1184   | Jarl av Norge de facto Härskare av Norge |
| Magnus Erlingsson           | 1161      | 1184   | Konung av Norge                          |
| Sverre Sigurdsson           | 1177      | 1202   | Konung av Norge                          |
| Håkon Sverresson            | 1202      | 1204   | Konung av Norge                          |
| Inge Bårdsson               | 1204      | 1217   | Konung av Norge                          |
| Håkon Håkonsson             | 1217      | 1263   | Konung av Norge                          |
| Magnus Lagaböter            | 1263      | 1280   | Konung av Norge                          |
| Erik Prästhatare            | 1280      | 1299   | Konung av Norge                          |
| Håkon Hålägg                | 1299      | 1319   | Konung av Norge                          |
| Magnus Eriksson             | 1319      | 1343   | Konung av Norge                          |
| Håkan Magnusson             | 1343      | 1380   | Konung av Norge                          |
| Olav Håkonsson              | 1380      | 1387   | Konung av Norge                          |

## Kalmarunionen (Norsk lydstat) 1388-1450
| Regent              | Tillträde | Avgång | Titel           |
| ------------------- | --------- | ------ | --------------- |
| Drottning Margareta | 1387      | 1412   | Unionsdrottning |
| Erik av Pommern     | 1389      | 1442   | Unionskonung    |
| Kristofer av Bayern | 1442      | 1448   | Unionskonung    |
| Karl Knutsson       | 1449      | 1450   | Unionskonung    |
| Kristian I          | 1449      | 1481   | Unionskonung    |
| Hans                | 1483      | 1513   | Unionskonung    |
| Kristian II         | 1513      | 1523   | Unionskonung    |

## Danmark-Norge unionen (Norsk lydstat) 1520-1814
Huset Oldenburg
| Regent       | Tillträde | Avgång | Titel        |
| ------------ | --------- | ------ | ------------ |
| Fredrik I    | 1524      | 1533   | Unionskonung |
| Kristian III | 1537      | 1559   | Unionskonung |
| Fredrik II   | 1559      | 1588   | Unionskonung |
| Kristian IV  | 1588      | 1648   | Unionskonung |
| Fredrik III  | 1648      | 1670   | Unionskonung |
| Kristian V   | 1670      | 1699   | Unionskonung |
| Fredrik IV   | 1699      | 1730   | Unionskonung |
| Kristian VI  | 1730      | 1746   | Unionskonung |
| Fredrik V    | 1746      | 1766   | Unionskonung |
| Kristian VII | 1766      | 1808   | Unionskonung |
| Fredrik VI   | 1808      | 1814   | Unionskonung |

## Dansk koloni 1814-
Huset Oldenburg
| Regent        | Tillträde | Avgång | Titel             |
| ------------- | --------- | ------ | ----------------- |
| Fredrik VI    | 1814      | 1839   | Konung av Danmark |
| Kristian VIII | 1839      | 1848   | Konung av Danmark |
| Fredrik VII   | 1848      | 1863   | Konung av Danmark |

Huset Oldenburg-Sönderborg-Glücksburg
| Regent       | Tillträde | Avgång | Titel                |
| ------------ | --------- | ------ | -------------------- |
| Kristian IX  | 1863      | 1906   | Konung av Danmark    |
| Fredrik VIII | 1906      | 1912   | Konung av Danmark    |
| Kristian X   | 1912      | 1947   | Konung av Danmark    |
| Fredrik IX   | 1947      | 1972   | Konung av Danmark    |
| Margrethe II | 1972      | 2024   | Drottning av Danmark |
| Frederik X   | 2024      | -      | Konung av Danmark    |